# Farendløse
Farendløse er en by på Midtsjælland med 347 indbyggere  (2024), beliggende 11 km nordvest for Haslev, 25 km sydvest for Køge og 10 km sydøst for Ringsted. Byen hører til Ringsted Kommune og ligger i Region Sjælland.
Farendløse hører til Farendløse Sogn. Den gule Farendløse Kirke ligger i byen.

## Faciliteter
Byen har en købmand. Skole, idrætshal, børnehus og forsamlingshus findes i Nordrup 2 km mod nord.

## Historie

### Landsbyen
I 1898 beskrives Farendløse således: "Farringløse (gml. Form Farendeløse, Farindløse og Fardeløse) med Kirke, Skole og Mølle;" Det høje målebordsblad viser to møller og desuden et fattighus. Det lave målebordsblad viser desuden et bageri, men ingen møller eller fattighus.

### Stationsbyen
Farendløse fik jernbanestation på Køge-Ringsted Banen (1917-63). Stationen blev anlagt ½ km nord for landsbyen for også at betjene nabolandsbyen Nordrup. Stationsbygningen er bevaret på Kløvermarken 13.
Der opstod en lille bebyggelse omkring stationen, men den er ikke vokset sammen med den gamle landsby, selv om byen i dag er præget af en del udstykninger og nybyggeri.

## Farendløse Mosteri
Det første æbletræ blev plantet i 1912, og det familieejede Farendløse Mosteri var i drift 1938-2004. I 2015 blev gården købt af en gruppe unge mennesker, og mosteriet blev genetableret.